# Ophrys exaltata
Ophrys exaltata es una especie de orquídea terrestre de la familia Orchidaceae. 

## Distribución y hábitat
Es nativa del nordeste de España, Sicilia, Italia y Croacia donde crece en  pastizales, garrigas, matorral, bancales de carreteras, cultivos abandonados y bosques abiertos en alturas de hasta 800 metros.

## Descripción
Es una especie de tamaño mediano, que prefiere clima fresco a frío. Es una orquídea terrestre que  florece en la primavera en una densa inflorescencia cerca de la laxitud, que tiene 32 cm de largo con 4 a 15 flores de 3 cm de longitud.

## Sinonimia
- Ophrys arachnites var. panormitana Tod.
- Ophrys castellana Devillers-Tersch. & Devillers 1988
- Ophrys cilentana Devillers-Tersch. & Devillers 2000
- Ophrys exaltata subsp. castellana (Devillers-Tersch. & Devillers 2002;
- Ophrys exaltata subsp. cephalonica (B.Baumann & H.Baumann) Soca 2002
- Ophrys exaltata subsp. marzuola Geniez, Melki & Soca 2002
- Ophrys exaltata subsp. montis-leonis (O.Danesch & E.Danesch) Soca 2002
- Ophrys exaltata subsp. sicula Del Prete, nom. illeg.
- Ophrys exaltata subsp. tyrrhena (Gölz & H.R.Reinhard) Del Prete in C.Del Prete & G.Tosi 1988
- Ophrys fuciflora subsp. exaltata (Ten.) E.Nelson 1962
- Ophrys holoserica subsp. exaltata (Ten.) H.Sund. 1975
- Ophrys montis-leonis O.Danesch & E.Danesch 1972
- Ophrys sphegodes subsp. cephalonica B.Baumann & H.Baumann 1984
- Ophrys sphegodes subsp. sicula Nelson ex Soó 1978
- Ophrys sphegodes var. sicula (E.Nelson ex Soó) Galesi 2004
- Ophrys trinacrica Del Prete?[1]

## Nombres comunes
- Alemán:  Hochgewachsene Ragwurz
- Inglés: The high ophyrs